# Animax Taishō
Animax Taishō (アニマックス大賞 Animakkusu Taishō?), también conocido como Premio Animax, es un competición organizada  por el canal de televisión vía satélite Animax. El premio es entregado anualmente desde el año 2002. 

## Ganadores
2002 — Super Kuma-san (スーパークマさん?)
- Historia original/concepto y guion: Hiromasa Tani (谷大将 Tani Hiromasa?)
- Director: Yukio Kaizawa (貝澤幸男 Kaizawa Yukio?)
- Producción: Toei Animation

2003 — Azusa, Otetsudai Shimasu! (アズサ、お手伝いします！?)
- Historia original/concepto y guion: Yuuko Kawabe (川邊優子 Kawabe Yuuko?)
- Director: Hajime Kamegaki
- Cast: Mamiko Noto (能登麻美子 Noto Mamiko?)
- Producción: TMS Entertainment

2004 — Hotori ~ Tada Saiwai wo Koinegau (ほとり～たださいわいを希う。～?)
- Historia original/concepto y guion: Maya Miyazaki (宮崎麻耶 Miyazaki Maya?)
- Producción: Sunrise

2005 — Lily to Kaeru to (Ototo) (リリとカエルと（弟） Riri to Kaeru to (Ototo)?)
- Historia original/concepto y guion: Ikuko Yoshinari (吉成郁子 Yoshinari Ikuko?)
- Cast: Chinami Nishimura (西村ちなみ Nishimura Chinami?)
- Producción: Toei Animation

2006 - Yumedamaya Kidan (ゆめだまや奇談?)
- Historia original/concepto y guion: Tsukino Akari (月野あかり Akari Tsukino?)
- Producción: Production I.G

2007- Takane’s Bike  (タカネの自転車 ?)
- Historia original/concepto y guion:Takamaga Hayato (おめでとうございます Hayato Takamaga?)
- Producción: A-1 Pictures